# Соизмеримые величины
Соизмери́мые величи́ны — исторический термин, обозначающий величины, для которых существует  общая мера. Общей мерой величин называют величину, которая целое число раз содержится в каждой из них.  Если такой меры не существует, то такие величины называют несоизмери́мыми.
Предположим, что в величинах а и b общая мера заключается m и n раз соответственно. Число m/n называется отношением данных соизмеримых величин. Отношение двух соизмеримых величин выражается рациональным числом, а несоизмеримых — иррациональным. Поэтому говорят также, что число a является рациональным кратным числа b.
Примером несоизмеримых величин могут служить диагональ квадрата и его сторона, так как их отношение ({\displaystyle {\sqrt {2}}}) не может быть точно представлено никаким рациональным числом.
Любая пара (и любое конечное множество) рациональных чисел соизмеримы. Иррациональные числа могут быть соизмеримы (например, {\displaystyle 12{\sqrt {20}}} и {\displaystyle 8{\sqrt {5}}}, отношение которых равно 3), но могут быть и несоизмеримы.

## История
Пифагорейцы (VI век до н. э.) были уверены, что «элементы чисел являются элементами всех вещей… и что весь мир в целом является гармонией и числом». При этом числами они признавали только натуральные; а дробные числа они рассматривали как отношения натуральных (пропорции) и числами не считали, так как единица считалась неделимой.
Первой трещиной в пифагорейской модели мира стало ими же полученное доказательство иррациональности {\displaystyle {\sqrt {2}}}, сформулированное геометрически как несоизмеримость диагонали квадрата с его стороной (V век до н. э.). Невозможность выразить длину отрезка ни натуральным числом, ни отношением натуральных чисел, ставила под сомнение главный принцип пифагорейства. Даже Аристотель, не разделявший их взгляды, выражал своё изумление по поводу того, что есть вещи, которые «нельзя измерить самою малою мерою».
Положение попытался спасти талантливый пифагореец Теэтет. Он (и позже Евдокс) предложили новое понятие «геометрической величины», которое теперь формулировалось на геометрическом языке, и проблем соизмеримости не возникало. Теория Евдокса изложена в V книге «Начал» Евклида. Помимо несоизмеримости диагонали квадрата с его стороной, Евклид установил несоизмеримость многих других пар величин: 
- стороны́ правильного пятиугольника и радиуса описанной около него окружности;
- стороны́ правильного десятиугольника и радиуса описанной около него окружности;
- ребра правильного многогранника (тетраэдра, куба, октаэдра, икосаэдра, додекаэдра) и радиуса сферы, описанной около этого многогранника[4].

Последователи античных учёных — индийские и исламские математики — отбросили пифагорейские предрассудки и рассматривали любую измеримую величину как число. В Европе такой подход провозгласил Ньютон в «Универсальной арифметике» (1707 год):

Под числом мы понимаем не столько множество единиц, сколько отвлечённое отношение какой-нибудь величины к другой величине того же рода, принятой за единицу.

Этот подход полностью уравнивает в правах соизмеримые и несоизмеримые величины (то есть, рациональные и иррациональные числа).